# Fred Hetzel
Fred W. Hetzel (nascut el 21 de juliol de 1942 a Washington DC) és un exjugador de bàsquet professional estatunidenc de l'NBA.
Procedent del Davidson College, va ser triat en la primera posició del Draft de l'NBA del 1965 per San Francisco Warriors. Va jugar sis temporades a l'NBA, des del 1965 fins al 1971, fent una mitjana de 11.2 punts per partit i 5.9 rebots al llarg de la seva carrera.
La seva millor campanya va ser la de 1967-68, en la qual va fer una mitjana de 19 punts i 7.1 rebots per partit.

## Equips
- 1965-68: San Francisco Warriors
- 1968-68: Milwaukee Bucks
- 1968-68: Cincinnati Royals
- 1969-70: Philadelphia 76ers
- 1970-71: Los Angeles Lakers